# محمص البخار

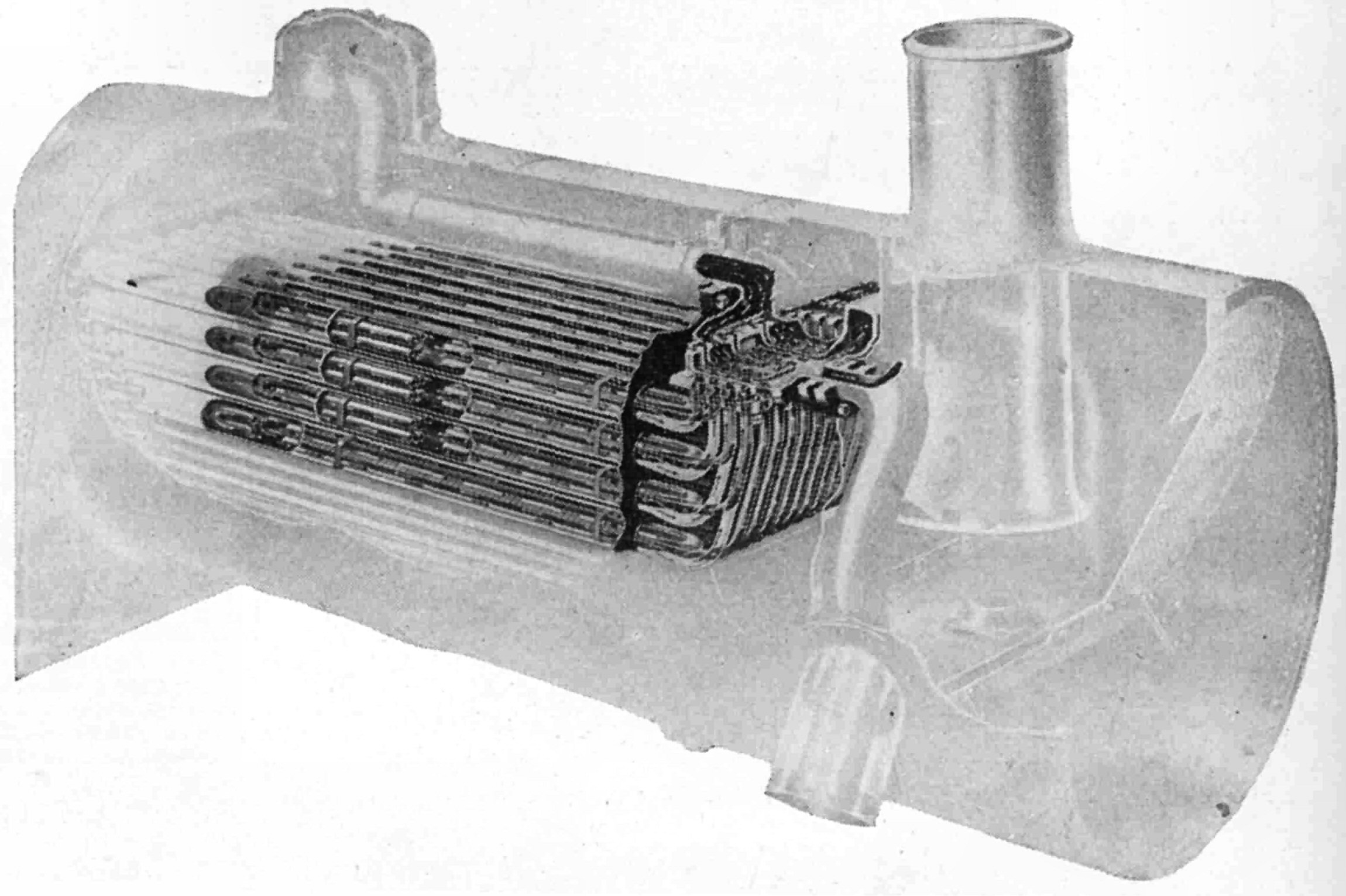

محمص البخار هو جهاز في محرك بخاري يقوم بتسخين البخار الناتج من الغلاية. البخار الخارج من وعاء البخار يدخل إلى المحمصة لغرض الحصول على بخار محمص (Superheated steam) يتم إدخال هذا البخار إلى محمصة البخار وهي عبارة عن أنابيب على شكل حرف U ويتم تحميص البخار بواسطة غازات الاحتراق الحارة الخارجة من الفرن التي تصل حرارتها إلى حدود (500°م). تصل درجة الحرارة في مرجلين 9,10) إلى 265°م والضغط إلى 21 كغ/سم2 مجموعة الأنابيب الصغيرة تتجمع في أنبوب واحد وهو أنبوب الإنتاج الرئيسي والذي يوجد عليه صمام أمان يثبت 24 كغ/سم2 وأيضا يوجد عليه صمام الإنتاج الرئيسي product valve وصمام (desuper heater) TIC- يعمل على خفض درجة حرارة البخار المنتج في حالة ارتفاعها وذلك بترذيذ الماء (ماء مغذي). ويوجد نوعين من المحمصة
1. نوع الحمل: وفي هذا النوع توضع المحمصة في ممر الغازات الحارة الخارجة إلى المدخنة.
2. نوع المشع: في هذا النوع توضع المحمصة داخل أو قرب الفرن حيث تأخذ الحرارة بالإشعاع.